# Diplonaevia paulula
Diplonaevia paulula är en svampart som först beskrevs av Roberge ex Desm., och fick sitt nu gällande namn av Scheuer 1991. Diplonaevia paulula ingår i släktet Diplonaevia, ordningen disksvampar, klassen Leotiomycetes, divisionen sporsäcksvampar och riket svampar.   Inga underarter finns listade i Catalogue of Life.